# Sr. Chen
Martí Mora i Julià (Rubí, 1988), més conegut amb el nom artístic de Sr. Chen, és un músic, raper i productor català. Al llarg de la seva carrera musical, ha col·laborat amb artistes com Tote King, Tremendo, Sr. Wilson, Simona, Halley, Yung Rajola, Guillamino, El Noi de Tona, Lildami i Emotional G.
El 2019, va guanyar amb el terrassenc Lildami el Premi Enderrock a Millor disc de hip-hop i músiques urbanes per 10 vos guard, i el Premi Cerverí a la millor lletra en català de l'any per «Sempre és estiu». Ambdós també van ser els autors d'«Anorac», la cançó de l'estiu de TV3 i Catalunya Ràdio. L'any 2020, va publicar el seu tercer àlbum d'estudi, Cómo no hacer un trío, «un disc de contrastos: elegant, mestís, generós i atrevit, on el seu bagatge professional i el seu context vital queden gravats amb foc».

## Discografia
- Espero que te guste (Delpalo Records, 2018)
- 4ever Domingo (Delpalo Records, 2020)
- Cómo no hacer un trío (Cycling Records, 2021)[4][5]
- Nadal Mix 2023 (Luup Records, 2023)[6]